# Gemeenschappelijke-collectorversterker

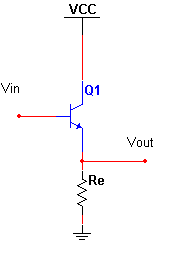
Figuur 1: Basis NPN gemeenschappelijke-collector schakeling.

Een gemeenschappelijke-collectorversterker (ook wel bekend als emittervolger) is in de elektrotechniek een van de drie basisconfiguraties voor enkelvoudige-stage bipolaire (BJT) transistorversterkers.
De drie configuraties zijn:
1. Gemeenschappelijke-emitterversterker
2. Gemeenschappelijke-basisversterker
3. Gemeenschappelijke-collectorversterker

In deze schakeling is de basis van de transistor de ingang, wordt de emitter gebruikt als uitgang en is de collector gemeenschappelijk (wordt gekoppeld aan een voeding). Deze schakeling is analoog aan de gemeenschappelijke-drain bij gebruik van een veldeffecttransistor. Bij deze schakeling is er geen fase inversie aanwezig.

## Spanningsversterking

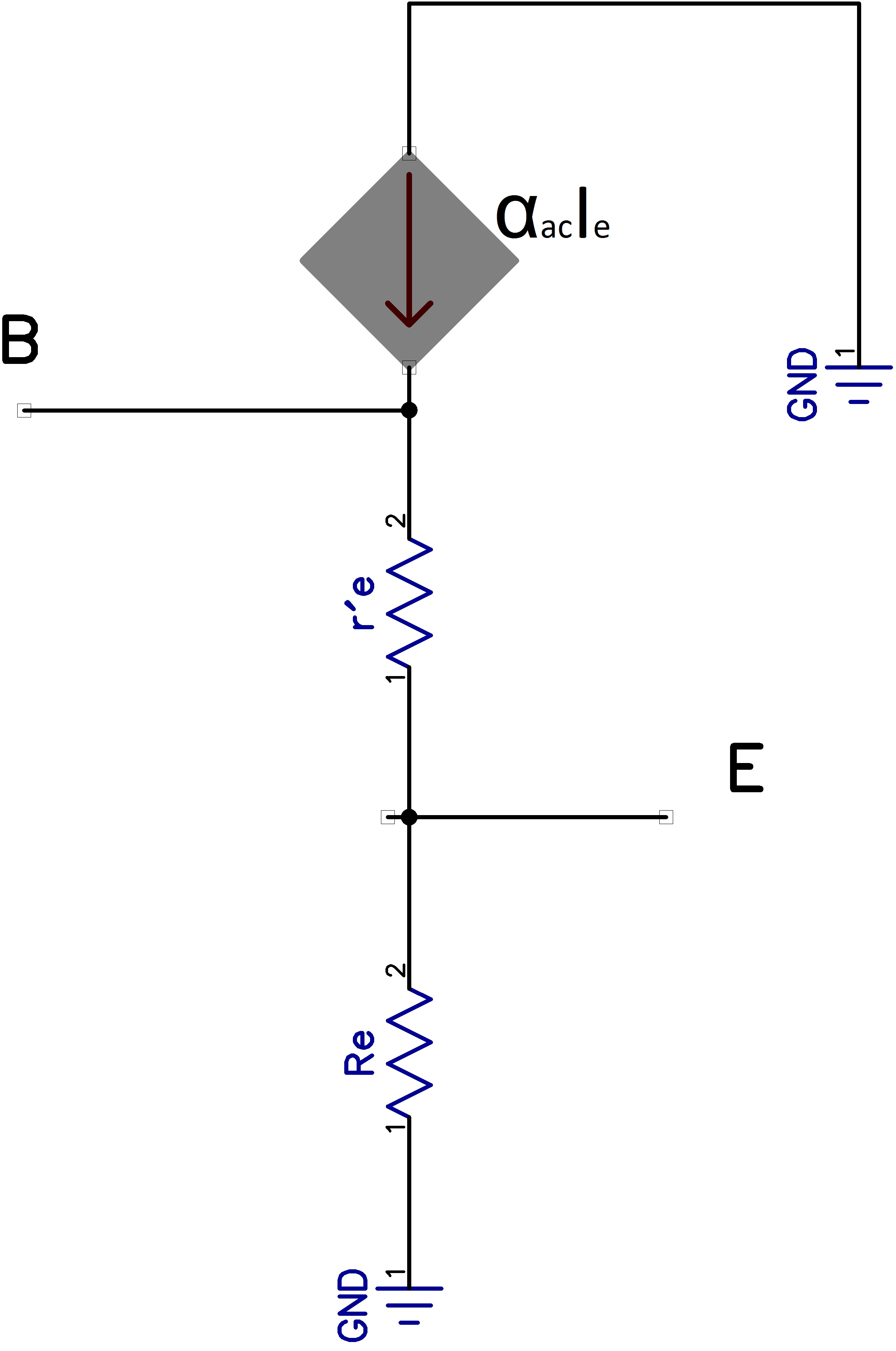
Figuur 2: Afleiding voor de spanningsversterking

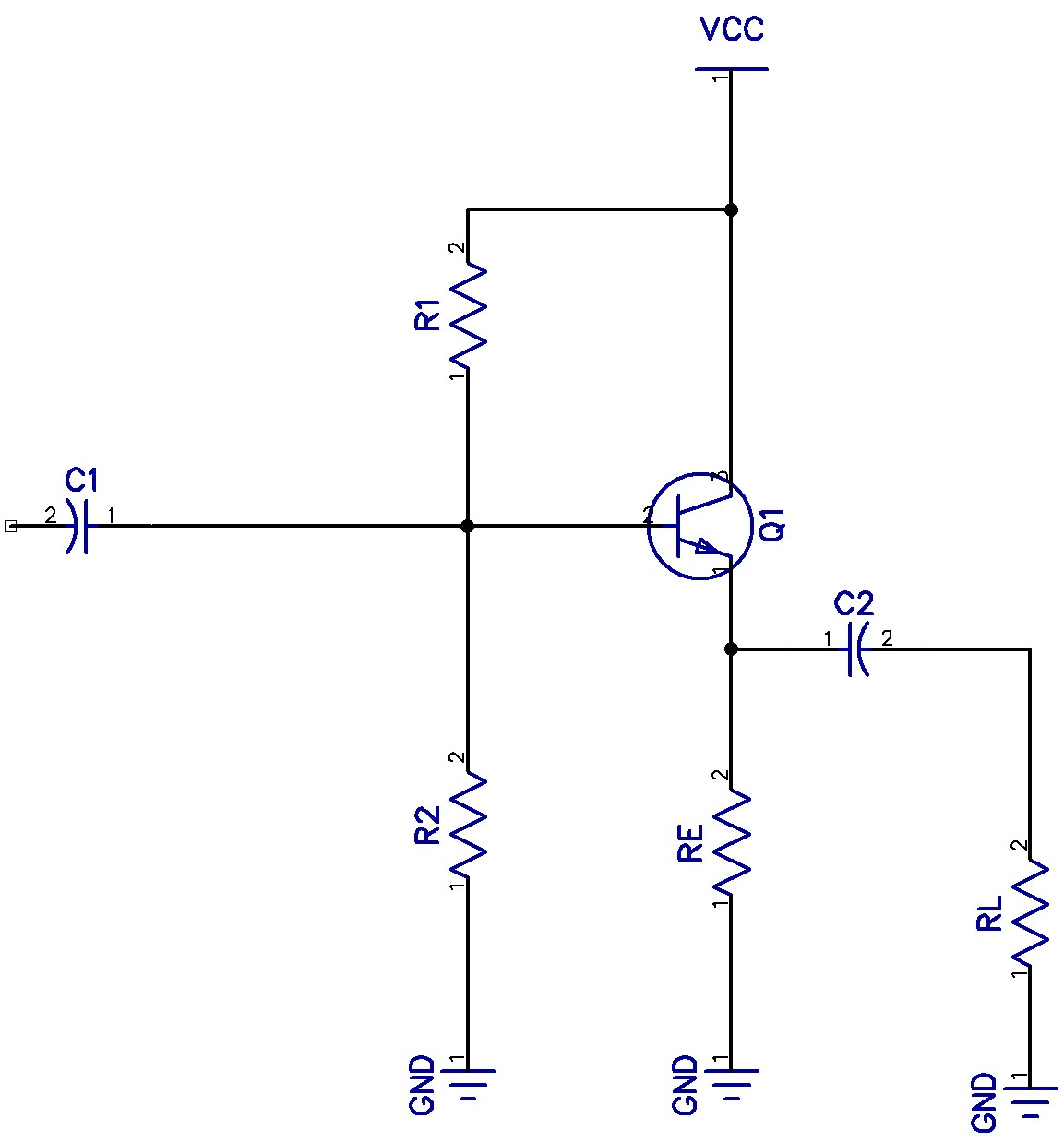
Figuur 3: Gemeenschappelijke-collector versterker

Zoals in alle versterkers is de spanningsversterking gelijk aan:
{\displaystyle A_{v}=\left({\frac {V_{\mathrm {uit} }}{V_{\mathrm {in} }}}\right)}
De capacitieve reactanties zijn negeerbaar aan de werkfrequentie. Voor de emittervolger zoals weergegeven in figuur 2
{\displaystyle V_{\mathrm {uit} }=I_{e}\cdot R_{e}}
en
{\displaystyle V_{\mathrm {in} }=I_{e}(r'_{e}+R_{e})}
Daarom is de spanningsversterking gelijk aan
{\displaystyle A_{v}=\left({\frac {I_{e}\cdot R_{e}}{I_{e}(r'_{e}+R_{e})}}\right)}
de {\displaystyle I_{e}} stroom deelt zichzelf weg, dus herleidt de basis naar emitter spanningsversterking zich tot
{\displaystyle A_{v}=\left({\frac {R_{e}}{(r'_{e}+R_{e})}}\right)}
waarbij
{\displaystyle R_{e}=R_{E}||R_{L}}
als er geen belasting is, dan is
{\displaystyle R_{e}=R_{E}}.
Hieruit volgt dat de versterking altijd kleiner of gelijk is aan 1.
Als {\displaystyle R_{e}>>r'_{e}} dan is de goede benadering gelijk aan {\displaystyle \scriptstyle A_{v}\approx \ 1}

## Ingangsweerstand
De emitter-volger heeft als karakteristiek een hoge ingangsweerstand waardoor deze gebruikt kan worden als buffer bij een laagohmige belasting.
Het afleiden van de ingangsweerstand, kijkend naar de basis van de gemeenschappelijke-collector versterker, is gelijkwaardig met de gemeenschappelijke-emitter versterker. Echter wordt in de gemeenschappelijke-collector de emitter weerstand nooit omzeild omdat de uitgang langs {\displaystyle R_{e}} gaat, die gelijkstaat aan {\displaystyle R_{E}} in parallel met {\displaystyle R_{L}}.
{\displaystyle R_{\mathrm {in(basis)} }=\left({\frac {V_{\mathrm {in} }}{I_{\mathrm {in} }}}\right)=\left({\frac {V_{b}}{I_{b}}}\right)=\left({\frac {I_{e}(r'_{e}+R_{e})}{I_{b}}}\right)}
Omdat {\displaystyle I_{e}\approx \ I_{c}=\beta _{ac}\cdot I_{b}}
{\displaystyle R_{\mathrm {in(basis)} }\approx \ \left({\frac {\beta _{ac}\cdot I_{b}(r'_{e}+R_{e})}{I_{b}}}\right)}
De term {\displaystyle I_{b}} deelt zichzelf weg; hieruit volgt,
{\displaystyle R_{\mathrm {in(basis)} }\approx \ \beta _{ac}(r'_{e}+R_{e})}
Als {\displaystyle R_{e}>>r'_{e}}, dan is de ingangsweerstand aan de basis gelijk aan
{\displaystyle R_{\mathrm {in(basis)} }\approx \ \beta _{ac}\cdot R_{e}}
De instelweerstanden in figuur 3 staan parallel met {\displaystyle R_{\mathrm {in(basis)} }} kijkend van de ingangsbron; dus de totale ingangsweerstand is gelijk aan
{\displaystyle R_{\mathrm {in(tot)} }=R_{1}||R_{2}||R_{\mathrm {in(basis)} }}

## Uitgangsweerstand
Na het verwijderen van de belasting, kijkend naar de emitter van de emitter-volger, is de uitgangsweerstand gelijk aan:
{\displaystyle R_{\mathrm {uit} }\approx \ \left({\frac {R_{s}}{\beta _{ac}}}\right)||R_{E}}
{\displaystyle R_{s}} is de weerstand van de ingangsbron. De uitgangsweerstand is zeer klein bij deze schakeling, zodat de emitter-volger zeer nuttig is bij belastingen met een kleine weerstand.

## Stroomversterking
De stroomversterking is gelijk aan:
{\displaystyle A_{i}=\left({\frac {I_{e}}{I_{in}}}\right)}
met {\displaystyle I_{\mathrm {in} }=\left({\frac {V_{in}}{R_{\mathrm {in(tot)} }}}\right)}

## Vermogensversterking
De vermogensversterking is het product van de stroom- en spanningsversterking. Voor de emitter-volger is de spanningsversterking ongeveer gelijk aan 1.
{\displaystyle A_{p}=A_{v}\cdot A_{i}}
Omdat {\displaystyle A_{v}\approx \ 1}, is de vermogenversterking gelijk aan:
{\displaystyle A_{p}\approx \ A_{i}}